# Lieksa
Lieksa is een gemeente en stad in de Finse provincie Oost-Finland en in de Finse regio Noord-Karelië. De gemeente heeft een landoppervlakte van 3.417,86 km² en telt 10.372 inwoners (2022).

## Geschiedenis
De stad werd voor het eerst gesticht in 1653 door Per Brahe (1602 - 1680), gouverneur-generaal van Finland. De stad kreeg de naam Brahea, maar werd tot tweemaal toe verwoest door het Russische leger. Brahea verdween geheel, maar een paar kilometer verderop vormde zich een nieuwe nederzetting bij een kruising van handelswegen. Deze werd geheel door brand verwoest in 1934. De plaats werd herbouwd en kreeg de status van gemeente in 1936. In 1973 kreeg de plaats de status van stad, toen hij fuseerde met Pielisjärvi.
Evenals de overige plaatsen in de streek ondergaat de plaats een sterke ontvolking. Sinds 1960 is het inwonertal met de helft gereduceerd.

## Geografie
De gemeente ligt in een vallei en is zeer uitgestrekt; de oppervlakte is groter dan die van het land Luxemburg. Ze bevat een groot deel van het meer Pielinen, inclusief een gedeelte van de westelijke oever met de berg Koli en het Nationaal park Koli. Ook een gedeelte van het Nationaal park Patvinsuo is op het grondgebied van de Lieksa gelegen.
Lieksa grenst in het oosten aan Karelië in Rusland, in het noorden aan Nurmes en Kuhmo, in het westen aan Juuka, en in het zuiden aan Kontiolahti, Eno en Ilomantsi.

## Geboren in Lieksa
- Jaakko Tallus (1981), noordse combinatieskiër